# Беловежский сельсовет
Белове́жский се́льсовет — административная единица на территории Каменецкого района Брестской области Республики Беларусь. Административный центр — агрогородок Беловежский.

## Состав

— Населённые пункты Беловежского сельсовета

Беловежский сельсовет включает 4 населённых пункта:
- Беловежский — агрогородок.
- Кощеники — деревня.
- Манчаки — деревня.
- Миневичи — деревня.